# David Huynh
David Cam-Tuan Huynh, född 5 februari 1983 i Vancouver i British Columbia, är en kanadensisk skådespelare. Han har bland annat medverkat i TV-serier som Cityakuten, Cold Case, Brottskod: Försvunnen och NCIS: Los Angeles. År 2021 spelade han dessutom rollen som CJ Lam, i säsong 4 av TV-serien The Sinner.

## Filmografi (i urval)
- 2006 – Invasion (TV-serie)
- 2007 – Cold Case (TV-serie)
- 2009 – Cityakuten (TV-serie)
- 2009 – Brottskod: Försvunnen (TV-serie)
- 2017 – M.F.A
- 2017 – NCIS: Los Angeles (TV-serie)
- 2021 – The Sinner (TV-serie)
- 2023 – Magnum P.I. (TV-serie)
- 2023 – Star Trek: Strange New Worlds (TV-serie)